# Adela Ostrolúcka

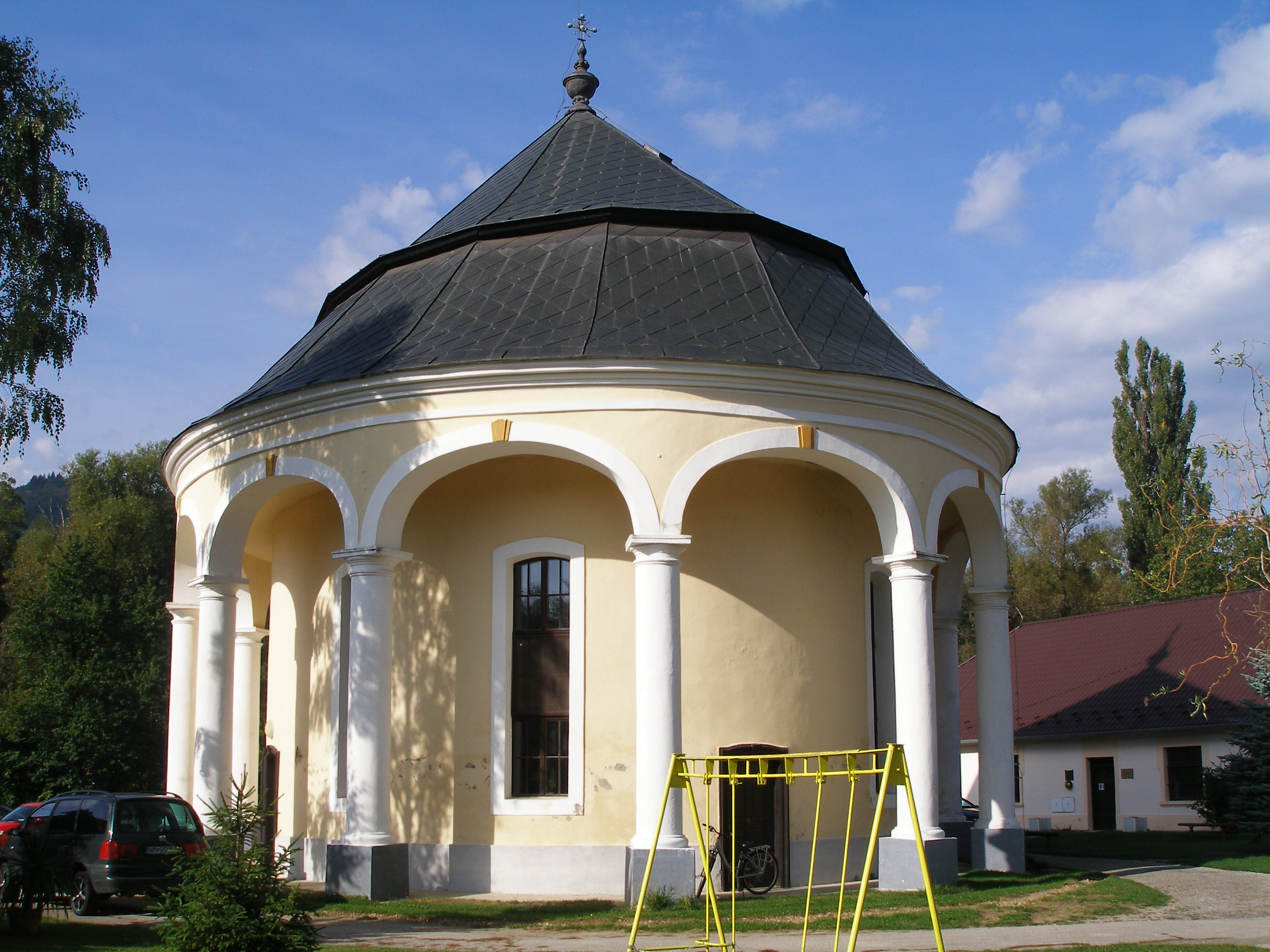
Kostel v Zemianském Podhradí s kulatým půdorysem, na jehož půdě se Ľudovít Štúr ukrýval

Adela Ostrolúcka (31. března 1824 Ostrá Lúka – 18. března 1853 Vídeň) byla slovenská šlechtična, která vynikala vzdělaností a inteligencí. Pocházela z rodu Ostrolúckých, jemuž patřila Ostrá Lúka (v letech 1636–1641 si tam nechali postavit renesanční kaštel).
Adela se v Zemianském Podhradí na moravsko–slovenském pomezí seznámila s Ľudovítem Štúrem, kterého okouzlila svým rozhledem a vědomostmi, a stala se jeho životní láskou. Seznámil je tehdy Ľudovítův mladší bratr Samuel Štúr, který v Podhradí působil jako evangelický farář. Když Ľudovít Štúr upadl v nemilost tehdejšího panovníka, ukryl se právě v Zemianském Podhradí na půdě kostela a Adela sem za ním chodila. Podle legendy vyznal Ľudovít Štúr Adele lásku na plese uspořádaném v bratislavském Grasalkovičově paláci. Jejich vztah ale netrval dlouho, neboť Adela onemocněla a ve věku 28 let ve Vídni zemřela na tyfus. Její ostatky převezli do rodné Ostré Lúky, kde je uložili do rodinné hrobky. Vztah Adely a Štúra spolu se životem šlechtičny samotné je námětem knihy Ľuda Zúbka pojmenované Jar Adely Ostrolúckej.